# Кристиана Вилхелмина фон Сакс-Айзенах
Кристиана Вилхелмина фон Сакс-Айзенах (на немски: Christiane Wilhelmine von Sachsen-Eisenach; * 3 септември 1711, Алтенкирхен; † 27 ноември 1740, Идщайн) от ернестинските Ветини, е херцогиня от Саксония-Айзенах и чрез женитба княгиня на Насау-Узинген.

## Произход
Тя е втората дъщеря на херцог Йохан Вилхелм фон Саксония-Айзенах (1666 – 1775) и третата му съпруга херцогиня Магдалена Сибила фон Саксония-Вайсенфелс (1673 – 1726), дъщеря на херцог Йохан Адолф I фон Саксония-Вайсенфелс. 

## Фамилия
Кристина Вилхелмина се омъжва на 26 декември 1734 г. в Айзенах за княз Карл фон Насау-Узинген (1712 – 1775). Тя е първата му съпруга. Те имат четири деца:
- Карл Вилхелм (1735 – 1803), княз на Насау-Узинген, ∞ 1760 г. за графиня Каролина Фелицита фон Лайнинген-Дагсбург-Хайдесхайм (1734 – 1810)
- Кристина (Франциска) (1736 – 1741)
- Фридрих Август (1738 – 1816), княз на Насау-Узинген и херцог на Насау, ∞ 1775 г. за принцеса Луиза фон Валдек (1751 – 1816)
- Йоханес Адолф (1740 – 1793), пруски генерал